# Oscar Zariski

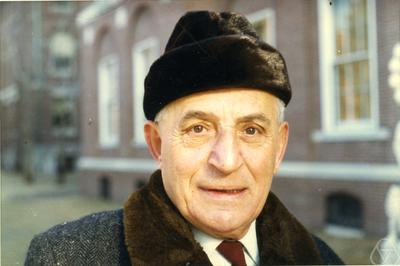
Oscar Zariski, 1969

Oscar Zariski, geboren als Ascher Zaritsky, (* 24. April 1899, in Kobryn, heute Belarus; † 4. Juli 1986 in Brookline, Massachusetts, USA) war ein US-amerikanischer Mathematiker, der wichtige Beiträge zur Grundlegung der algebraischen Geometrie leistete.

## Leben
Er wurde als Sohn eines Talmudgelehrten unter dem Namen Ascher Zaritsky 1899 im Kaiserreich Russland (heute Belarus) geboren. Sein Vater starb, als er zwei Jahre alt war, und seine Mutter Hannah brachte die sieben Kinder als Ladenbesitzerin durch. Sie war darin so erfolgreich, dass die Familie bald zu den reichsten in der Stadt zählte.
1918 begann er sein Mathematikstudium in Kiew mitten in den Bürgerkriegsunruhen – einmal wurde er sogar angeschossen – und setzte dies 1920 in Rom bei Francesco Severi, Guido Castelnuovo und Federigo Enriques fort, den Häuptern der italienischen Schule der algebraischen Geometrie. 1924 promovierte er und wählte dafür und für seine künftigen Publikationen den Namen, unter dem er heute bekannt ist. Im gleichen Jahr heiratete er die italienische Literaturstudentin Yole Cagli, ein Jahr später hatten sie ihr erstes Kind. Da er als Sozialist nicht im faschistischen Italien bleiben wollte und für Russland kein Visum bekam, ging er 1927 in die USA und nahm auf Empfehlung von Solomon Lefschetz eine Stelle an der Johns Hopkins University in Baltimore an. Dort hatte er einen schwierigen Stand und ein hohes Lehrpensum zu erfüllen. Er wurde erst 1937 Professor.
1939 erhielt er ein Guggenheim-Stipendium, das ihn von seiner ungeliebten Stelle in Baltimore befreite. Es folgten Reisen und Lehrtätigkeiten am Caltech, an der Harvard University (1950/51) und in São Paulo in Brasilien, wo er mit André Weil die Grundlegung der algebraischen Geometrie diskutierte. 1947 bis zu seiner Emeritierung 1969 war er Professor an der Harvard University.

## Leistungen
1935 schrieb Zariski ein Buch über algebraische Flächen, das die Ergebnisse der italienischen Schule zusammenfasste und mit seinen Anhängen in den späteren Neuauflagen die Entwicklung des Gebietes deutlich macht. Seitdem war er mit den häufig vagen (nicht „mathematisch strengen“) Methoden der italienischen Schule unzufrieden und strebte daher eine rein algebraische Grundlegung der Theorie an mit kommutativer Algebra, die inzwischen besonders von Emmy Noether und Wolfgang Krull entwickelt worden war. Zariski besuchte Vorlesungen von Emmy Noether in Princeton und erkannte die Bedeutung von Krulls Theorie lokaler Ringe. Etwa gleichzeitig versuchten auch van der Waerden und André Weil (letzterer mit zahlentheoretischen Hintergedanken) die algebraische Geometrie auf strengere Grundlagen zu stellen. Diese Ansätze sind heute in der Grothendieckschen Fassung der algebraischen Geometrie vereinigt. Nach Zariski ist in diesem Zusammenhang die Zariski-Topologie benannt, in der abgeschlossene Mengen als Nullstellenmengen von Polynomen definiert werden.
Zariski arbeitete auch über die Auflösung von Singularitäten algebraischer Varietäten. Hier erzielten auch seine Schüler Shreeram Abhyankar und Heisuke Hironaka fundamentale Resultate (letzterer bewies die Auflösbarkeit für jede Dimension über Körpern der Charakteristik 0, also den komplexen und reellen Zahlen).
Zu seinen Schülern gehörten wichtige algebraische Geometer wie Shreeram Abhyankar, Heisuke Hironaka (Fields-Medaille), David Mumford (Fields-Medaille), Robin Hartshorne, Steven Kleiman, Joseph Lipman und Michael Artin. Dabei richtete er seine „Schule“ durch regelmäßige Gastprofessuren von Alexander Grothendieck in Harvard auf dessen Programm aus.

## Ehrungen und Mitgliedschaften
1944 wurde ihm der Frank Nelson Cole Prize für Algebra der American Mathematical Society verliehen. Im selben Jahr wurde er in die National Academy of Sciences gewählt, 1948 wurde Zariski Mitglied der American Academy of Arts and Sciences und 1951 der American Philosophical Society. 1959 wurde er Ehrenmitglied der London Mathematical Society. Von 1969 bis 1970 war er Präsident der American Mathematical Society. 1981 erhielt er den Leroy P. Steele Prize der American Mathematical Society und den Wolf-Preis für Mathematik. 1950 hielt er einen Plenarvortrag auf dem Internationalen Mathematikerkongress in Cambridge (Massachusetts) (The fundamental ideas of abstract algebraic geometry).

## Werke
- Collected papers, 4 Bde., MIT press 1972–1979 (Hrsg. Hironaka, Mumford, Lipman, Bernard Teissier, Vorworte von Zariski)
- mit Pierre Samuel Commutative algebra, 2 Bde., van Nostrand 1958, 1960, sowie Springer, Graduate texts in mathematics
- Algebraic surfaces, Springer 1935, 1971 (Ergebnisse der Mathematik und ihrer Grenzgebiete), mit Anhängen von Mumford, Lipman.
- Theory and application of holomorphic functions on algebraic varieties over arbitrary ground fields, Memoirs American Mathematical Society 1951, 1990
- Introduction to the theory of minimal models in the theory of algebraic surfaces, Math.Society of Japan 1958
- The fundamental ideas of abstract algebraic geometry, ICM Cambridge 1950